# 雷神〜RISING〜
『雷神〜RISING〜』（らいじん）は、真船一雄による日本の漫画。2000年27号から2001年12号の『週刊少年マガジン』（講談社）にて連載していた野球漫画で、単行本は全4巻。話の主な舞台はメジャーリーグではなくインディペンデント・マイナー、いわゆる独立リーグである。

## あらすじ
主人公のシバタ・イナズマがメジャーリーグを目指し、1990年代最強のチームと呼ばれるトロント・ブルーインパルスのトライアウトを受ける所から物語は始まる。投手であるイナズマはそこでメジャー屈指のスラッガー、ボビー・ジャクソンとの勝負に勝ちトライアウト合格となるが、自ら負けを認め合格を辞退する。トライアウト後、祖父の墓前で報告をしているとイナズマの前にブルーインパルスのGM、ジェフリー・キャッシュマンが現れる。キャッシュマンはイナズマに「野球が続けたいのならウィンランドへ行け」と言い放つ。不審に思いながらもイナズマはウィンランドに向かう。
しかしウィンランドのチーム、ブラックスはメジャーリーグとは関わりのない独立リーグのチームであり、年間100敗を記録し、練習しない選手ばかりで、まさにブルーインパルスとは正反対の所に位置する最悪のチームだった。

## 登場人物

### ウィンランド・ブラックス（インディペント・リーグ）選手
シバタ・イナズマ（背番号13）
主人公。ポジションはピッチャー。左投げ左打ち。19歳。（ブラックダイアモンズ入団時は20歳）やわらかい腕使いやよく反る指で球持ちのいいボールを投げる。ルーズショルダーで一日30球の投球制限をドクターから義務付けられている。ブルーインパルスのトライアウトでは97マイル（約155km/h)のストレートを計測し首脳陣を驚かせる。そこに居合わせたブルーインパルスのGM、ジェフリー・キャッシュマンの指示で急遽トライアウトの内容が変更され、合否は隣のグラウンドで打撃練習をしていたメジャー屈指のスラッガー、ボビー・ジャクソンとの対戦に勝つことが条件となる。
イナズマは自分の持ち味のストレートを生かし見事にジャクソンを打ち取る。しかしイナズマが投じた3球目をジャクソンが大ファウルした際、バットとともにジャクソンの右手首は折れてしまった。ジャクソンは骨折しながらもイナズマが投じた4球目をインパクトさせるがその衝撃で右手首は完全に破壊され、途中でスイングを止めた状態で気絶してしまいジャクソンは病院送りとなる。この故障が引き金になりジャクソンはその日の内にインパルスを解雇されてしまう（35歳という高齢、年俸900万ドルの高額、2年のブランク、度重なる故障など他の不安要素もあった）。一方勝負に勝ったイナズマは合格を言い渡されるが骨折しながらも自身の渾身のストレートをインパクトされた事に納得できず、自ら負けを認めその場を立ち去ってしまう。その後イナズマが祖父の墓前の前でトライアウトの報告をしている所にキャッシュマンが現れ、「インパルスはおろか、メジャーのどこの球団もお前と契約するチームはない。だが野球を続けたいのならばウィンランドに行け」と言い放つ。イナズマは半信半疑ながらもウィンランドに向かう。
ウィンランドには、ウィンランド・ブラックスという独立リーグでも最下位のチームがあった。メジャーとつながりもなく強くなろうとしないチームに呆れてイナズマは「肩がもったいない」と出て行こうとするが自分に与えられた背番号13番のユニフォームを見て驚愕する。そこはかつてイナズマの祖父、シバタ・カゲトラが所属したチーム、ウィンランド・セネターズの成れの果てであり、13番はかつてイナズマの祖父が背負っていた背番号でもあった。イナズマはブラックスへの入団を決心するが、イナズマの入団を認めない10人の選手たちがトライアウトを「10人の打者を一人で打ち取れば合格」という無茶な条件で行うという。しかしイナズマは見事10人を制限いっぱいの30球で打ち取り、晴れてブラックスへの入団を決めた。
投手であるが、監督の方針で開幕戦のロックストーン・フェニックス戦では1番・右翼手でスタメン起用された。その試合では相手の投球を読み俊足を生かした三塁打や決勝本塁打を放ち、守備でも初回に6点先制され尚も無死満塁というピンチをトリプルプレーで一瞬のうちにチェンジにするなど、投手だけでなく野手としても非凡な才能を持つ。ブルーインパルスとのエキジビションマッチでは敬遠されるとわかると打席の一番端に立ってバットを長く持ち、敬遠球をタイムリーヒットにしてしまう。またこの試合で真の力を発揮し99マイル（約159km/h)のストレートを投げられるようになる（ルーズショルダーの制限投球数を超えて肩の力に頼らず体全体を使い投球することで投げられるようになった）。
性格は向上心が強く、野球に対して真面目に接しているため、ジャクソンの様に「人を見下した態度」を取るメジャーリーガーや、イナズマ入団前のブラックスの選手の様には「野球をバカにして食いモンにしているゴロツキは（肩で風を切って偉ぶっているメジャーリーガーより）もっと嫌いなんだ!!」と発言しており、また自ら「気が短い」とも言っている。またチームの強い弱いは一切気に留めずトライアウトの時には「ドラフトや高額指名なんか問題じゃねぇ（中略）一番低いこの場所（トライアウト）からトップリーグにはい上がる!!それが俺の野球だ!!」という考えを持っている。これからわかるようにイナズマの夢はメジャーリーガーになる事である。それは祖父の叶えられなかった夢であり、本作品のテーマでもある。
最終話ではエキスパンションで発足した新チーム、アリゾナ・ブラックダイアモンズからドラフト1位指名を受け、自分の夢と祖父が叶えられなかった夢のメジャーリーガーになる事を果たし、開幕投手を務めた。
ビル・タイロン（背番号22）
ポジションはキャッチャー。右投げ右打ち。強肩強打、堅守の捕手。大柄で褐色の肌と長い金髪が特徴。冷静沈着で口数は少ないがキャッチャーとしての観察力、洞察力は確かなもので的確な指示を出しチームを支える。イナズマのトライアウトでは常に全力投球をしている事からイナズマが投げ急いでいることを見抜き、ゴードン・クーパーの弱点のインコースへと導いたり、いい加減な判定でボールになった2球分を埋めるため、デューク・スレイトンをスローカーブ1球でキャッチャーファウルフライに仕留め帳消しにして30球の制限内に抑えるなどクレバーな面や好守備を見せる。
ブルーインパルスとのエキジビションマッチでは初回に頭に血が上ったイナズマを正気にする為にわざと打撃妨害をして3ランホームランを未然に防いだ。また勝負強いバッターでもあり、開幕戦のフェニックス戦では相手投手クリス・キャプラーの投球を予想し2ストライクと追い込まれながらも得意球のストレートを完璧に捕らえ場外へと消える特大の3ランホームランを放った。ブルーインパルス戦ではチャンスで回ってきた打席で今まで体験した事のない大歓声や相手はメジャー1のチームだというプレッシャーに押しつぶされそうになるが、イナズマが「今体験しているプレッシャーこそがメジャーなんだ」と言い、タイロンを落ち着かせた。その結果タイロンは投手グレッグ・マドロックの外角低めのストレートをライトスタンドに運び、起死回生の勝ち越し2ランホームランを放った。
最終話ではエキスパンションで発足した新チーム、アリゾナ・ブラックダイアモンズの選手となり、新チームでも変わらずイナズマの女房役を務めている。
アントニオ・アルバレス（背番号1）
通称トニー。ポジションはショート。右投げ両打ち。堅実な守備・スローイング、シュアなバッティング、俊足と三拍子揃ったユーティリティプレイヤー。前年度のチーム内の首位打者でもある。
見た目は細身だが黒人特有のバネのようにしなやかな筋肉をしており長打力もある。イナズマのトライアウトの対戦では左右両打席でイナズマの球を外野ファウルゾーンまで運びイナズマをもっとも苦しめたが、最後はイナズマの渾身のストレートにバットを粉みじんに粉砕され三振を喫した。ブルーインパルスとのエキジビションマッチではマドロックの決め球のサークルチェンジアップを完璧に捉えフェンス直撃の意地の二塁打を放ち、キャッシュマンを「これが15歳の打球か」と驚かせた。また陽気な性格でチームのムードメーカーでもある。
トニーの夢はメジャーリーガーになり成功し、国にいる弟達をアメリカに呼び寄せる事だった（トニーには両親がおらず6人兄弟の長男であるために弟達を養わねばならなかった）。しかしブラックス時代に年齢偽装が発覚、ミシガン州の州法を違反しチームを解雇される。（ミシガン州の就労条件は16歳からだったが当時トニーは15歳で就労ビザも取得していなかった。）しかしイナズマがブラックスのオーナーでもあるキャッシュマンに「ブルーインパルスに勝ったらトニーの事を見逃せ」と掛け合いキャッシュマンはこれを承諾。試合は3－3の時点で雨天コールド、ノーゲームとなるがキャッシュマンはトニーの残留を認めた。
最終話ではエキスパンションで発足した新チーム、アリゾナ・ブラックダイアモンズの選手となり自身のメジャーリーガーになり弟達をアメリカに連れてくるという夢を見事に達成し、新たな目標としてメジャーナンバーワンのショートストップになることを誓った。
ゴードン・クーパー（背番号6）
ポジションはサード。右投げ右打ち。赤毛の髪と口ひげが特徴。ブラックスの4番打者。流し打ちを得意としている。ホットコーナーを守るだけあって打球反応は良く、体を張った守備でチームを引っ張るベテラン選手。1週間ではあるが元メジャーリーガーである。打席や守備時で長袖の場合はたくし上げてプレーしている。イナズマのトライアウトでの対戦では打席の外に立ちインコース狙いの様に見せたが実はアウトコース狙いであり、イナズマのインコースに来た球を2球ともファウルにするが最後はクロスファイヤーで三振に倒れる。
ある試合で勝敗を左右する大事な場面でインサイドの球を見逃し、負けてしまったことをイナズマに非難されると「お前をメジャーを上げるために野球をやっているわけじゃない!!」と言い放ちグラウンドを後にしてしまう。実はこの試合でゴードンを打ち取ったスティーブ・ゲイリーとゴードンは浅からぬ因縁があり、ゴードンがインサイドを打てない原因を作った張本人でもあった。10年前、当時有望株として期待されていたゴードンはメジャー昇格7試合目に対戦した同じくルーキーのスティーブ・ゲイリーから顔面へデッドボールを受け頬骨の陥没骨折、顎の複雑骨折などの重傷を負ってしまう。命に別状はなかったものの、それ以来内角恐怖症になってしまい、インサイドのボールが打てなくなってしまった。バッターボックスの外側に立つのもそのためであった。
タイロンからその話を聞き、イナズマはゴードンの家を訪れるが門前払いされてしまう。そこにいたゴードンの息子、ミッキーはデッドボールを受けてから逃げているばかりの父を嫌いだと言うがイナズマは「デッドボールを受けたと言うことはデッドボールから逃げなかったと言うことだ」と教えた。その後イナズマは再びゴードンに会いに行き試合前に見せたいものがあるとゴードンをミッキーの試合へ連れて行った。同点で二死満塁というサヨナラのチャンスでミッキーは勇気を持って内角球から逃げず押し出しサヨナラ死球とし、チームに勝利をもたらした。息子の姿に心を打たれたゴードンにイナズマは「メジャーリーガーの勇気を見せてくれ!!」とゴードンを激励した。その日の試合、チームは1点差で劣勢ながらも最終回にツーアウトランナー2塁のチャンスを作る。イナズマはガス・グリソムに代えて、打率が2割にも満たずスタメン落ちしているゴードンを代打に送る様に監督に進言する。そこへゴードンはトレードマークのヒゲを剃り落とし手術痕があらわになった顔で現れた。ゴードンは代打に立つが相手はまたしてもスティーブ・ゲイリー。初球こそインコースでストライクをとられてしまうが次にきたインコースの球を捉えサヨナラの2ランホームランを放ち、内角恐怖症も見事に克服した。
ブルーインパルスとのエキシビジョンマッチでは同点で無死二塁のチャンスに犠打を成功させてチャンスを拡大し、続くタイロンの勝ち越しホームランにつなげた。
最終話ではエキスパンションで発足した新チーム、アリゾナ・ブラックダイアモンズの選手となり息子ミッキーと妻に再びメジャーリーガーになるという約束を果たした。ちなみにポジションはファーストにコンバートされており、サードは元フェニックスのブライアン・ジョーンズが守っている。
デューク・スレイトン（背番号24）
ポジションはセカンド。右投げ左打ち。ドレッドロックスとヒゲが特徴の黒人選手である。怒りっぽく気分屋な性格でイナズマのトライアウトの方法を決めたのもデュークである。俊足を生かすため2番に座るが「普段バントのサインが出るとフテくされる」らしくバントはあまり好きでなく打撃の方が好きなようだが、かと言ってあまりミートが上手いわけではない（ブルーインパルス戦後はヒットを打っている）。しかし開幕戦では見事なセーフティバントを成功させている。
初めはイナズマの事を嫌っていたが開幕戦のこのプレーからイナズマの事を認めた。また、イナズマのトライアウトでの対戦はではスローカーブ1球でイナズマに打ち取られている。（キャッチャーファウルフライ）
最終話ではエキスパンションで発足した新チーム、アリゾナ・ブラックダイアモンズの選手となり晴れてメジャーリーガーとなった。
ガス・グリソム（背番号9）
ポジションはファースト。左投げ左打ち。長身とスキンヘッド、ヒゲが特徴である。イナズマのトライアウトでの対戦では三振に倒れている。あまり目立たないがブルーインパルス戦では同点の足がかりとなるラッキーなヒットを放っている。ブルーインパルス戦後の試合では8番打者ながらもスリーランホームランを放つなど成長している。
ちなみに最終話では登場しておらず、彼が他のチームと契約したかどうかはわからずに終わっている（前述の通りブラックダイアモンズのファーストはゴードンが勤め、サードはジョーンズが勤めている）。
アラン・シェパード（背番号11）
ポジションはピッチャー。右投げ右打ち。金髪の白人である。イナズマが入団する前年度の成績は7勝11敗で開幕戦のフェニックス戦では開幕投手を務めている。タイロンとの会話からタイロンより年上であると言うことはわかるが年齢は不明。
開幕戦では初回にブライアン・ジョーンズに3ランホームランを浴びるなど6失点を喫し2回からはイナズマとポジションを変わりライトに回る。イナズマの球数制限が近づいた5回から再登板し7回まで無失点に抑えるも8回2アウトから3連続フォアボールを出し再びイナズマと交代する（この際再びライトに回ったかは不明）。ピッチングに関してはオーバースローであること以外球種・急速は全くわからず、パスボールで連続で2回盗塁を決めた方が印象深い（ブルーインパルス戦後の試合では完封している）。
最終話ではエキスパンションで発足した新チーム、アリゾナ・ブラックダイアモンズの選手となっており、開幕第2戦の先発投手に内定していた。
ジム・ベック（背番号25）
ポジションはセンター。左投げ左打ち。ブラックスのリードオフマン（開幕戦では7番を打つ）。俊足で守備範囲の広いセンターを任されるが、肩が弱く、開幕戦では落球した際ランナーに進塁を許す（スライディングキャッチをするなど守備は上手いようである）。その事がきっかけで相手打者に肩が弱い事を見抜かれセンターに特大の犠牲フライを打たれるがライトを守っていたイナズマとのタッチアップのタイミングを乱すトリックプレーでトリプルプレーを完成させた（この際にイナズマと口論したがトリプルプレー後にイナズマのプレーを褒めて和解した）。トライアウトのイナズマとの対戦では三振に倒れている。
ガスと同様に最終話では登場していない。

### 首脳陣
トム・ウルフ（背番号不明）
イナズマが入団した年から監督を務める。小柄で赤毛の老人。老視の為老眼鏡を使うこともある。イナズマと初めて会った時、イナズマの球を「わしでも当てられる」と言いイナズマと対戦することになる。この際ウルフはグラウンド整備用のトンボを折ってバットの代わりにして、「おめぇ程度のピッチャーならこの棒っきれで十分だ」と言いさらには老眼鏡をかけるなどしてイナズマを挑発した。勝負では全力ではないながらもイナズマの内角のストレートをバントするがトニーから「こんなの打った内に入らない!!」と抗議されたが「わしは打つなんて一言も言っとらんぞ」と言い結局ウルフが勝った。
イナズマのルーズショルダーや30球の球数制限を知っており、イナズマに投手失格を言い渡し開幕戦では1番・ライトでイナズマを出場させた。しかしこれは作戦で、イナズマが初球をスリーベースで打ったり、トリプルプレーを完成させる事などを読んでイナズマをライトに配置していた。またイナズマの投手としての才能は認めている。
実はかつてイナズマの祖父、カゲトラとセネターズ時代にバッテリーを組んでおり、イナズマのルーズショルダーについて知っていたのはカゲトラもルーズショルダーだったからである。